# Anisadenia
- Commons
- Wikispecies

Anisadenia Wall. ex Meisn.  é um género botânico pertencente à família Linaceae.

## Espécies
Apresenta três espécies:
- Anisadenia khasyana
- Anisadenia pubescens
- Anisadenia saxatilis